# Област Нишиусуки
Област Нишиусуки (西臼杵郡 Nishiusuki-gun) се налази у префектури Мијазаки, Јапан. 
2003. године, у области Нишиусуки живело је 25.479 становника и густину насељености од 37,10 становника по км². Укупна површина је 686,77 км².

## Вароши и села
- Гокасе
- Хинокаге
- Такачихо